# Sveti Petar Čvrstec
Sveti Petar Čvrstec naselje je u sastavu općine Sveti Ivan Žabno u Koprivničko-križevačkoj županiji.
Nalazi se jugoistočno od Križevaca na brežuljku u blizini granice s Bjelovarsko-bilogorskom županijom. Ime je dobio po župnoj crkvi sv. Petra te po potoku Čvrstecu. U blizini protječe i potok Blizna. 
Vjeruje se, da je na mjestu naselja u srednjem vijeku postojao kaštel, a u 14. i 15. stoljeću nalazio se feudalni posjed. Sagrađen je novi kaštel 1543. godine, koji je kasnije ušao u sastav Vojne krajine.
Glavna gospodarska aktivnost je poljoprivreda. Oko sela nalaze se državne i privatne šume u kojima rastu grab, hrast kitnjak, bukva i bagrem.  
U Sv. Petru Čvrstecu rođen je Zvonimir Balog, poznati pisac za djecu, pedagog Zvonimir Kelek, ali i Franjo Bregović, partizan i kasnije dužnosnik JNA, mnogo poznatiji kao otac slavnog muzičara Gorana Bregovića

## Stanovništvo
Prema popisu stanovništva iz 2001. godine, naselje je imalo 503 stanovnika.
| broj stanovnika | 1112  | 1112  | 1084  | 1339  | 1638  | 1696  | 1614  | 1675  | 1678  | 1675  | 1543  | 1382  | 1130  | 956   | 773   | 603   | 437   |
|                 | 1857. | 1869. | 1880. | 1890. | 1900. | 1910. | 1921. | 1931. | 1948. | 1953. | 1961. | 1971. | 1981. | 1991. | 2001. | 2011. | 2021. |

## Šport
- NK "Čvrstec"